# NGC 4906
NGC 4906 (również PGC 44799) – galaktyka eliptyczna (E3), znajdująca się w gwiazdozbiorze Warkocza Bereniki. Odkrył ją Heinrich Louis d’Arrest 6 kwietnia 1864 roku. Należy do Gromady Warkocza Bereniki.
W galaktyce tej zaobserwowano supernową SN 2012O.